# 마테이 델라치
마테이 델라치(크로아티아어: Matej Delač, 1992년 8월 20일, 곤지 바쿠프-우스코프예 ~)는 크로아티아의 축구 선수로, 현재 덴마크 수페르리가의 AC 호르센스 소속이다